# Suzana Stamenković
Suzana Stamenković (Zrenjanin, 15. oktobar 1978) srpska je pevačica pop i folk muzike. Odrastala je na Lastovu i u Vladičinom Hanu. Njen muzički talenat otkriven je još u osnovnoj školi kada je nastupala na raznim školskim manifestacijama i priredbama širom bivše Jugoslavije.

## Karijera
Sa pevanjem je zvanično počela da se bavi posle rođenja svog sina Davida 2000. godine. Nastupala je širom Srbije i Crne Gore i u inonstranstvu sa najboljim orkestrima i muzičarima srpske estrade. Svoje prvo muzičko ostvarenje je pesma Istina sa kojom je debitovala na internacionalnom TV festivalu UTEKS osvojivši prvu nagradu kao najbolji debitant. Sledeće ostvarenje je numera Prevarena za koju je dobila prvu nagradu za interpretaciju „Milan Babić”. Tada se je oprobala kao kompozitor i za istu uradila muziku i dobila nagradu za najizvorniju melodiju. Treća pesma koju je snimila nosi naziv Zakletva koja je snimljena u maju 2016. godine za koju je takođe komponovala melodiju. Četvrta pesma Suzane Stamenković nosi naziv Više nisi kralj za koju je napisala tekst i uradila melodiju i pokupila sve simpatije žirija i publike na TV festivalu UTEKS. Nastupala je na mnogim manifestacijama i koncertima humanog karaktera sa najvećim zvezdama srpske estrade, kao što su: Milanče Radosavljević, Zorica Brunclik, Bora Drljača, Rade Jorović, Radiša Urošević, Vera Matović, Jelena Jovanović i mnogi drugi. Ti festivali i koncerti uključuju i humanitarni koncert Pesmom za Edina, a osvojila je mnoge trofeje za svoj rad. Trenutno živi u Beogradu.

## Diskografija
| #  | Naziv pesme     | Tekst              | Kompozitor         | Arranžman         | Datum izlaska  | Nagrade                              |
| -- | --------------- | ------------------ | ------------------ | ----------------- | -------------- | ------------------------------------ |
| 1. | Istina          | Slavojka Simić     | Saša Nikolić       | Saša Nikolić      | maj 2015.      | Najbolji debitant                    |
| 2. | Prevarena       | Pera Todorović     | Suzana Stamenković | Vlada Todosijević | decembar 2015. | Najbolja interpretacija, kompozicija |
| 3. | Zakletva        | Radoje Šćepanović  | Suzana Stamenković | Saša Nikolić      | maj 2016.      | Najbolji tekst                       |
| 4. | Više nisi kralj | Suzana Stamenković | Suzana Stamenković | Vlada Todosijević | decembar 2016. | Najlepša pesma u modernom duhu       |

## Spoljašnje veze
- Zvanični Fejsbuk profil
- Zvanični Jutjub kanal